# Ieshige Tokugawa
Ieshige Tokugawa (jap. 徳川家重 Tokugawa Ieshige; ur. 28 stycznia 1712, zm. 13 lipca 1761) – dziewiąty siogun z dynastii Tokugawa. Rządził od 1745 do 1761.

## Życiorys
Pierwszy syn Yoshimune Tokugawy oraz Osumy no kata, córki Okubo Tadanao. Jego dziecięce imię brzmiało Nagatomimaru. W 1725 roku przeszedł genpuku, czyli wejście w wiek dorosły. Jego pierwszą żoną była Nami-no-miya, córka księcia Fushimi-no-miya Kuninagi, natomiast drugą została Okō, córka jednego z dworzan, którzy przenieśli się wraz z pierwszą, wysoko urodzoną małżonką Ieshige z dworu cesarskiego do głównej siedziby siogunatu w Edo. To właśnie druga żona była matką Ieharu, który stał się dziedzicem Ieshige.

## Panowanie
Ieshige panował w latach 1745-1760. Z zapisów historycznych wiadomo, że cierpiał na przewlekłą chorobę i poważne wady wymowy. Do dziś wielu historyków uważa decyzję Yoshimune, aby to Ieshige był jego następcą, za kontrowersyjną, skoro mógł wybrać jednego z jego młodszych braci Munetake Tokugawa lub Munetada Tokugawa, którzy wydawali się bardziej odpowiednimi kandydatami na to stanowisko. Yoshimune oparł się jednak na konfucjańskiej zasadzie primogenitury. Przeszedł w stan spoczynku w 1745, aby zapewnić, że nikt nie będzie dążył do zagrożenia pozycji przywódczej Ieshige, który panował do 1760 roku.
Ieshige nie był zainteresowany rządzeniem i przekazał pełnomocnictwa szambelanowi Ōoka Tadamitsu (1709-1760). Sam oficjalnie wycofał się w 1760 roku, stając się ō-gosho (siogunem w stanie spoczynku). Swoim następcą mianował swojego najstarszego syna, Ieharu, który został dziesiątym siogunem. Ieshige zmarł rok później.
Za czasów panowanie Ieshige kraj był nękany przez korupcję, klęski żywiołowe, okresy głodu, a niezdarność władcy w rozwiązywaniu tych problemów bardzo osłabiła pozycję klanu Tokugawa.

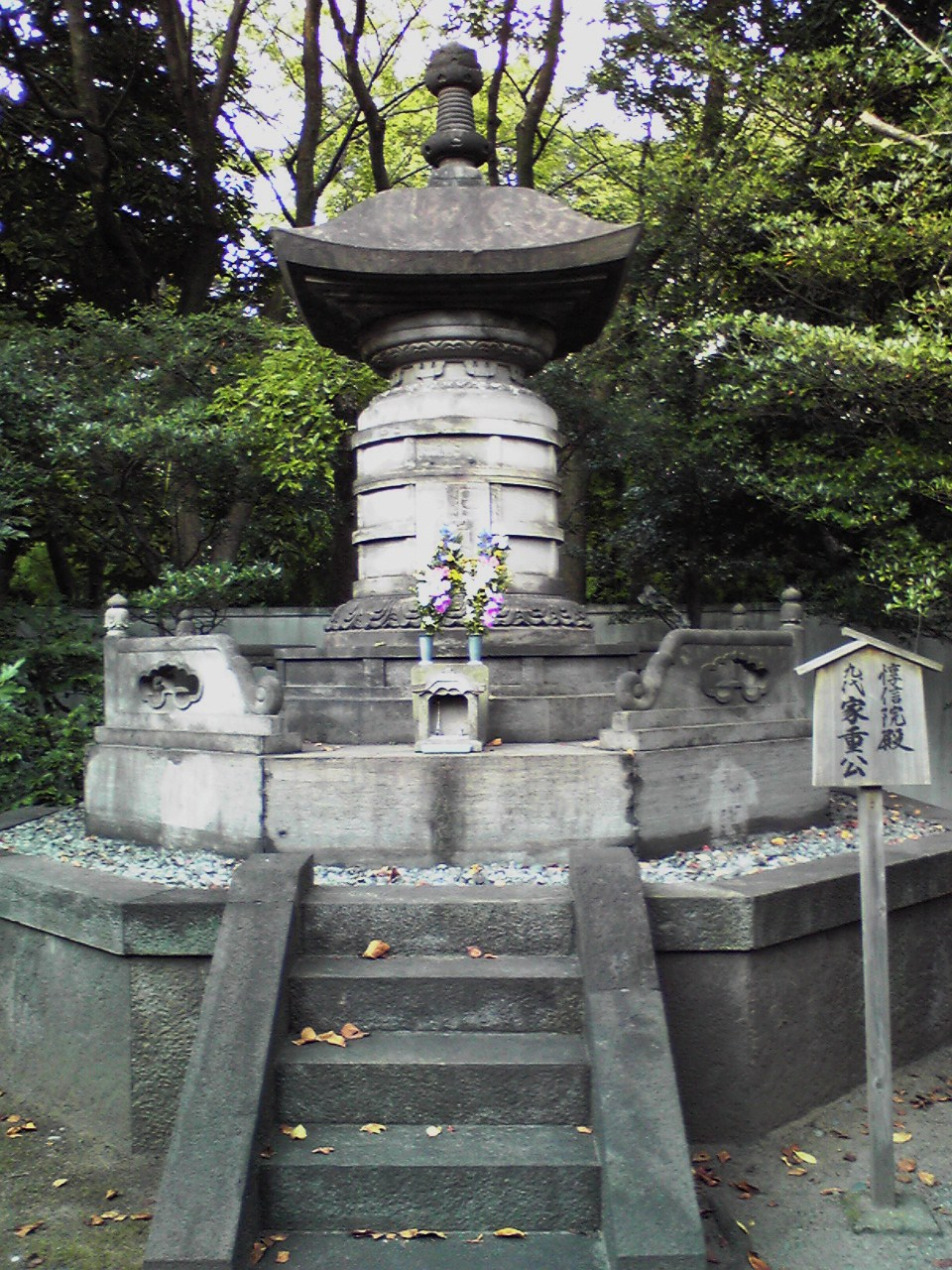
Pamiątkowy pomnik Ieshige w świątyni Zōjō-ji

Ieshige zmarł w 1761 roku. Jego pośmiertne imię brzmi Junshin-in, a grób znajduje się w mauzoleum rodziny Tokugawa, w świątyni buddyjskiej Zōjō-ji, położonej w Shiba, części tokijskiej dzielnicy Minato. Jego szczątki ekshumowano i poddano badaniom naukowym w latach 1958-1960. Okazało się, że zęby są krzywe i zdeformowane, co potwierdza historyczne doniesienia na temat wad wymowy Ieshige.

## ErybakufuIeshige
Lata rządów siogunów dzielone są na ery zwane nengō:
- Enkyō  (1744–1748)
- Kanen  (1748–1751)
- Hōreki  (1751–1764)